# Condado de Meeker
O Condado de Meeker é um dos 87 condados do estado americano do Minnesota. A sede do condado é Litchfield, e sua maior cidade é Litchfield.
O condado possui uma área de 607,97 milha quadradas (1 574,6 km2) de terra, uma população de 23 400 habitantes, e uma densidade populacional de 38,5 hab/milla² (14,9 hab/km²) segundo o Censo dos Estados Unidos de 2020. O condado foi fundado em 1856.